# Proagapete carissima
Proagapete carissima är en skalbaggsart som först beskrevs av Newman 1845.  Proagapete carissima ingår i släktet Proagapete och familjen långhorningar. Inga underarter finns listade i Catalogue of Life.